# Kazanka
La Kazanka (in russo Казанка?, in tataro Казансу, Qazansu) è un fiume della Russia europea centrale, affluente di sinistra del Volga. Scorre nella Repubblica del Tatarstan, nei rajon Arskij, Vysokogorskij e attraversa la città di Kazan'.
Nasce da alcuni rilievi collinari nella parte nord-occidentale della Repubblica del Tatarstan, scorrendo successivamente con direzione sud-occidentale; sfocia nel Volga (nel bacino di Samara) all'interno della città di Kazan', segnando il confine convenzionale fra il medio e il basso corso del Volga.
Ad eccezione di Kazan' non incontra centri urbani di rilievo nel suo corso; è gelata, mediamente, da novembre ad aprile circa.